# Ray Romano
Raymond Albert "Ray" Romano (Queens, Nova York, 21 de dezembro de 1957) é um comediante, ator e escritor estadunidense. Ele é mais conhecido por protagonizar a sitcom Everybody Loves Raymond, que foi transmitida nos Estados Unidos pela CBS e venceu um Emmy Award. Romano também é conhecido por ser a voz do mamute Manny da franquia Ice Age.  

## Biografia
Descendente de italianos, Romano nasceu no distrito do Queens, em Nova Iorque, filho de Lucie Fortini, uma professora de piano, e Albert Romano, um corretor imobiliário e engenheiro. Ele cresceu no bairro de Forest Hills. Ele tem um irmão mais velho, Richard (nascido em 1956), um soldado de polícia de Nova York, e um irmão mais novo, Robert, um professor nova-iorquino do ensino fundamental. Ele estudou junto com Fran Drescher em 1975. Romano se casou com a esposa, Anna Scarpulla, em 1987. Eles se conheceram enquanto trabalhavam juntos em um banco. Eles têm quatro filhos.
A filha do personagem de Romano em Everybody Loves Raymond recebeu o nome de sua filha da vida real. Além disso, no piloto da série, os gêmeos de Ray e Debra são chamados de Gregory e Matthew, em homenagem aos filhos gêmeos de Romano na vida real. Romano achou errado todos os seus filhos na série  tivessem o mesmo nome que seus filhos reais e mudou o nomes dos gêmeos fictícios para Geoffrey e Michael.
A família de Romano fez várias aparições em Everybody Loves Raymond. A filha de Romano na vida real, Alexandra "Ally" Romano, fez várias aparições como Molly, a melhor amiga de sua filha fictícia, Ally, e filha da inimiga de Ray Barone, Peggy, conhecida  como a "Dama dos Biscoitos". O pai de Romano, Albert Romano, fez várias aparições como Albert, um dos amigos de Frank Barone em vários episódios. O irmão de Romano, Richard, também  apareceu em alguns episódios. A esposa de Romano, Anna, apareceu como uma das mães em segundo plano na escola de Geoffrey e Michael em um episódio da 6ª temporada. 
Em fevereiro de 2012, Romano revelou que sua esposa Anna venceu a batalha contra um câncer de mama em estado inicial no ano de 2010. Romano disse à revista People que "a razão pela qual vamos a público é compartilhar nossa experiência, sim, mas ter um efeito. Nosso objetivo é ajudar pessoas."
Romano também permaneceu próximo da atriz Doris Roberts, que interpretou a mãe de seu personagem em Everyone Loves Raymond, quando esta adoeceu. Na época de sua morte, Romano disse que se inspirou no desejo de Roberts de continuar aprendendo ao longo de sua vida. Ele também disse que ela foi uma grande mentora na época da série, ajudando-o a se sentir mais confortável no set de filmagens.

## Carreira
Conseguiu fama atuando como Raymond Barone no seriado Everybody Loves Raymond, sitcom vencedora do Prêmio Emmy que foi exibida no canal CBS do dia 13 de Setembro de 1996 até 16 de maio de 2005. Seu trabalho na série lhe rendeu seis indicações ao Emmy Awards, vencendo em 2002, além de cinco indicações ao Screen Actors Guild Award e duas indicações ao Globo de Ouro. Devido sua fama com esse papel, ele interpretou Raymond Barone nas séries de TV Cosby, Nanny e The King of Queens.
Em 2002, Ray Romano emprestou sua voz ao personagem Manny, no filme A Era do Gelo, animação digital produzida pela Blue Sky Studios e pela Twentieth Century Fox.
Em 2004, interpretou o personagem Handy Harrison na comédia dirigida por Donald Petrie Uma Eleição Muito Atrapalhada, que estrelou com Gene Hackman. No mesmo ano interpretou personagem Skip Collins no filme Eulogy, outra comédia dirigida por Michael Clancy. No mesmo ano interpretou a si mesmo no filme 95 Miles to Go.
Em 2005, dublou o personagem Ray Magini no 350º episódio da série animada Os Simpsons, criado por Matt Groening e produzido pela Fox Broadcasting Company.
Em 2006, apareceu no documentário Making the Cut, produzido pela HBO. No mesmo ano, ele voltou a dublar Manny no filme A Era do Gelo 2, sequência de A Era do Gelo. No mesmo ano, interpretou Maurice no filme Grilled, comédia em que estrelou junto com Kevin James.
Em 2007, atuou em The Knights of Prosperity, sitcom que estreou nos Estados Unidos pelo canal ABC em 3 de janeiro de 2007. No mesmo ano atuou em 'Til Death, sitcom que estreou nos Estados Unidos pela FOX em 7 de setembro de 2006 em que o casal Josh Goldsmith e Cathy Yuspa são os produtores executivos. No mesmo ano, atuou no filme The Grand, comédia escrita e dirigida por Zak Penn. No ano seguinte atuou em The Last Word, romance dirigido por Geoffrey Haley que foi exibido no Sundance Film Festival em Janeiro. No mesmo ano, participou de um episódio de Hannah Montana, série de TV indicada ao Prêmio Emmy que estreou no dia 24 de março de 2006 pelo canal Disney Channel.
Em 2009, voltou a dublar Manny no filme A Era do Gelo 3, animação digital que é o terceiro filme da série A Era do Gelo, além de ter feito uma participação especial no filme Funny People, estrelado por Adam Sandler e dirigido por Judd Apatow. No ano seguinte interpretou o personagem Joe Tranelli na série Men of a Certain Age.

## Pôquer

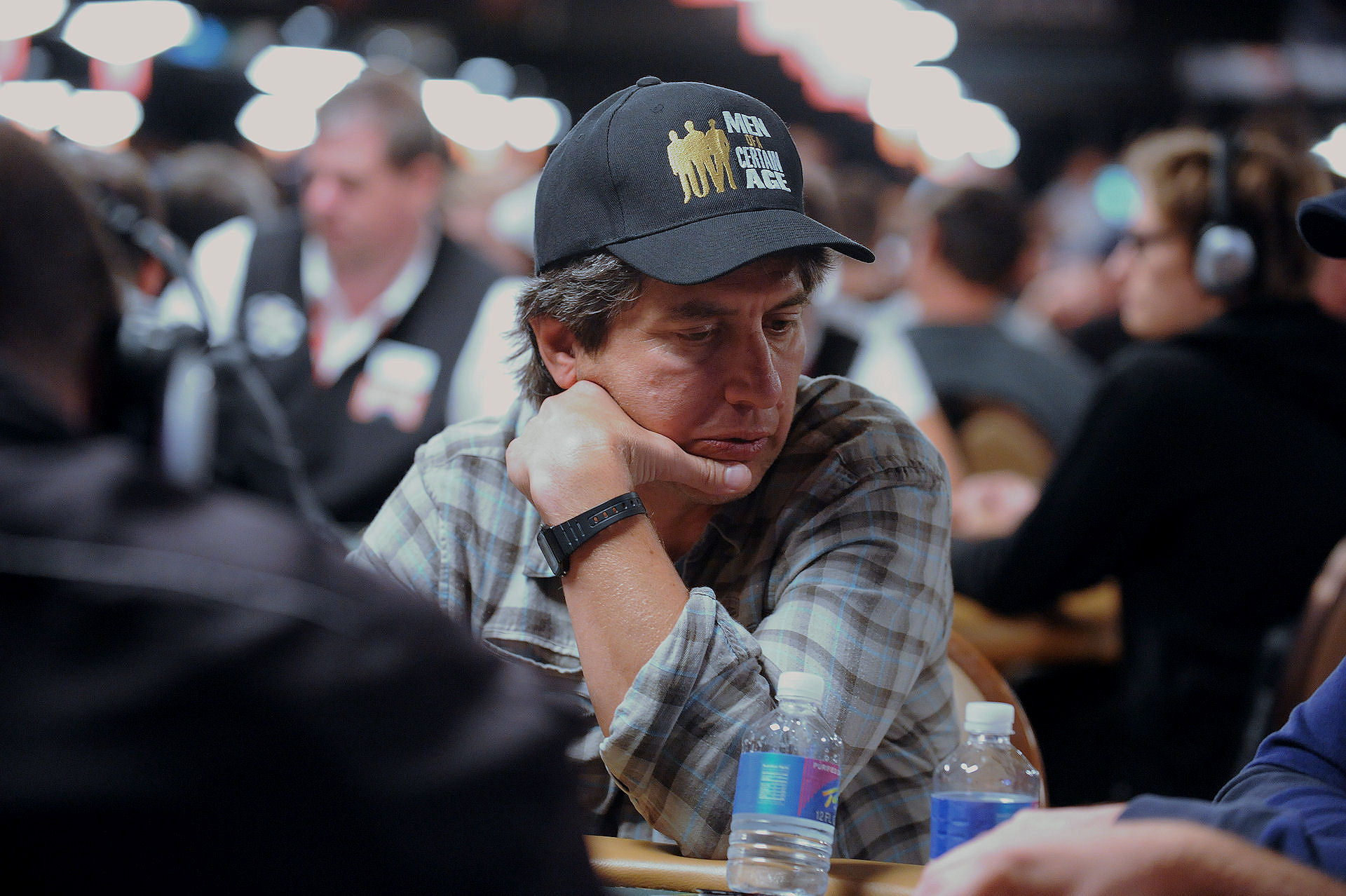
Romano na Série Mundial de Pôquer de 2010.

Romano competiu na Série Mundial de Pôquer entre os anos de 2007, 2008, 2009, 2010, 2011, 2013 e 2015.
No início de 2010, Romano estrelou a segunda temporada de The Haney Project, série original do Golf Channel, na qual o ex-técnico de Tiger Woods, Hank Haney, tenta melhorar os jogos de golfe de diferentes celebridades e atletas. O objetivo de Romano era terminar o programa, podendo quebrar 80 pontos. Romano tirou uma folga do programa para ficar com seu pai, Albert Romano, que faleceu em março de 2010. Romano também é um competidor regular no AT&T Pebble Beach National Pro-Am , onde terminou em quinto lugar no ano de 2012 com seu parceiro, o profissional australiano Steven Bowditch. Foi a primeira vez que Romano se classificou para a rodada final, após falhar em 11 partidas consecutivas. Ele também compete anualmente no American Century Championship, um torneio de golfe de celebridades, de propriedade da NBC e realizado em Lake Tahoe todo mês de julho.

## Filmografia

### Filmes
| Ano  | Filme                          | Papel                 |
| ---- | ------------------------------ | --------------------- |
| 1990 | Caesar's Salad                 | Policial              |
| 2002 | Ice Age                        | Manfred "Manny" (voz) |
| 2004 | Welcome to Mooseport           | Handy Harrison        |
| 2004 | Eulogy                         | Skip Collins          |
| 2004 | 95 Miles to Go                 | Ele mesmo             |
| 2006 | Ice Age: The Meltdown          | Manny (voz)           |
| 2006 | Grilled                        | Maurice               |
| 2008 | The Last Word                  | Abel                  |
| 2008 | The Grand                      | Fred Marsh            |
| 2009 | Ice Age: Dawn of the Dinosaurs | Manny (voz)           |
| 2009 | Funny People                   | Ele mesmo             |
| 2012 | Ice Age: Continental Drift     | Manny (voz)           |
| 2014 | Rob the Mob                    | Jerry Cardozo         |
| 2016 | Ice Age: Collision Course      | Manny (voz)           |
| 2017 | The Big Sick                   | Terry Gardner         |
| 2019 | Paddleton                      | Andy Freeman          |
| 2019 | Bad Education                  | Bob Spicer            |
| 2019 | The Irishman                   | Bill Bufalino         |

| † | Indica filmes que ainda não foram lançados |

### Televisão
| Ano           | Título                                | Papel                             | Notas                                        |
| ------------- | ------------------------------------- | --------------------------------- | -------------------------------------------- |
| 1995–97       | Dr. Katz, Professional Therapist      | Ray                               | 7 episódios                                  |
| 1996–2005     | Everybody Loves Raymond               | Raymond "Ray" Barone              |                                              |
| 1997          | Cosby                                 | Raymond "Ray" Barone              | Episódio: "Lucas Raymondicus"                |
| 1998–2005     | The King of Queens                    | Raymond "Ray" Barone              | 4 episódios                                  |
| 1998          | The Nanny                             | Raymond "Ray" Barone              | Episódio: "The Reunion Show"                 |
| 1999          | Becker                                | Raymond "Ray" Barone              | Episódio: "Drive, They Said"                 |
| 2000–03       | Scruff                                | Truffles                          | voz                                          |
| 2002          | All That                              | Ele mesmo                         | Aparição especial junto com Nelly Furtado    |
| 2002          | Sesame Street                         | Ele mesmo                         | Episódio 3,983                               |
| 2005          | The Simpsons                          | Ray Magini                        | voz Episódio: "Don't Fear the Roofer"        |
| 2007          | 'Til Death                            | Convidado no restaurante italiano | Episódio: "The Italian Affair"               |
| 2007          | The Knights of Prosperity             | Ele mesmo                         | 3 episódios                                  |
| 2008          | Hannah Montana                        | Ele mesmo                         | Episódio: "We're All On This Date Together"  |
| 2009–11       | Men of a Certain Age                  | Joe Tranelli                      |                                              |
| 2011          | The Office                            | Merv Bronte                       | Episódio: "Search Committee"                 |
| 2011          | The Middle                            | Nicky Kohlbrenner                 | Episódio: "Forced Family Fun" (partes 1 e 2) |
| 2011          | Ice Age: A Mammoth Christmas          | Manfred "Manny" (voz)             | Especial                                     |
| 2014          | Maron                                 | Ele mesmo                         | Episódio: "Marc's New Friend"                |
| 2012–15       | Parenthood                            | Hank Rizzoli                      |                                              |
| 2015          | David Letterman: A Life on Television | Apresentador                      |                                              |
| 2016          | Ice Age: The Great Egg-Scapade        | Manny (voz)                       | Especial                                     |
| 2016          | Vinyl                                 | Zak Yankovich                     |                                              |
| 2016          | Kevin Can Wait                        | Vic                               | Episódio: "Beat the Parents"                 |
| 2017–presente | Get Shorty                            | Rick Moreweather                  |                                              |
| 2021          | Made for Love                         | Herbert Green                     | Elenco principal                             |

### Videogame
| Ano  | Título                         | Papel           |
| ---- | ------------------------------ | --------------- |
| 2007 | Ice Age 2: The Meltdown        | Manfred "Manny" |
| 2009 | Ice Age: Dawn of the Dinosaurs | Manfred "Manny" |
| 2013 | Ice Age Village                | Manfred "Manny" |

## Prêmios e indicações

#### Prémios Emmy do Primetime
| Ano  | Categoria                          | Trabalho                | Resultado |
| ---- | ---------------------------------- | ----------------------- | --------- |
| 1999 | Melhor ator em série de comédia    | Everybody Loves Raymond | Indicado  |
| 1999 | Melhor série de comédia            | Everybody Loves Raymond | Indicado  |
| 2001 | Melhor ator em série de comédia    | Everybody Loves Raymond | Indicado  |
| 2000 | Melhor roteiro em série de comédia | Everybody Loves Raymond | Indicado  |
| 2000 | Melhor série de comédia            | Everybody Loves Raymond | Indicado  |
| 2001 | Melhor ator em série de comédia    | Everybody Loves Raymond | Indicado  |
| 2001 | Melhor série de comédia            | Everybody Loves Raymond | Indicado  |
| 2002 | Melhor ator em série de comédia    | Everybody Loves Raymond | Venceu    |
| 2002 | Melhor série de comédia            | Everybody Loves Raymond | Indicado  |
| 2003 | Melhor ator em série de comédia    | Everybody Loves Raymond | Indicado  |
| 2003 | Melhor série de comédia            | Everybody Loves Raymond | Venceu    |
| 2004 | Melhor série de comédia            | Everybody Loves Raymond | Indicado  |
| 2005 | Melhor ator em série de comédia    | Everybody Loves Raymond | Indicado  |
| 2005 | Melhor roteiro em série de comédia | Everybody Loves Raymond | Indicado  |
| 2005 | Melhor série de comédia            | Everybody Loves Raymond | Venceu    |

#### Globo de Ouro
| Ano  | Categoria                       | Trabalho                | Resultado |
| ---- | ------------------------------- | ----------------------- | --------- |
| 2000 | Melhor ator em série de comédia | Everybody Loves Raymond | Indicado  |
| 2001 | Melhor ator em série de comédia | Everybody Loves Raymond | Indicado  |

#### Screen Actors Guild
| Ano  | Categoria                       | Trabalho                | Resultado |
| ---- | ------------------------------- | ----------------------- | --------- |
| 1999 | Melhor ator em série de comédia | Everybody Loves Raymond | Indicado  |
| 2001 | Melhor ator em série de comédia | Everybody Loves Raymond | Indicado  |
| 2002 | Melhor ator em série de comédia | Everybody Loves Raymond | Indicado  |

#### Kids' Choice Awards
| Ano  | Categoria            | Trabalho                       | Resultado |
| ---- | -------------------- | ------------------------------ | --------- |
| 2003 | Ator de voz favorito | Ice Age                        | Indicado  |
| 2010 | Ator de voz favorito | Ice Age: Dawn of the Dinosaurs | Indicado  |

#### People's Choice Awards
| Ano  | Categoria            | Trabalho                | Resultado |
| ---- | -------------------- | ----------------------- | --------- |
| 2002 | Ator de Série Cômica | Everybody Loves Raymond | Venceu    |
| 2003 | Ator de Série Cômica | Everybody Loves Raymond | Venceu    |
| 2004 | Ator de Série Cômica | Everybody Loves Raymond | Venceu    |
| 2006 | Ator de Série Cômica | Everybody Loves Raymond | Venceu    |